# 1781 w literaturze
Wydarzenia literackie w 1781 roku.

## Nowe książki
- José de Santa Rita Durão - Caramuru
- Immanuel Kant - Krytyka czystego rozumu

## Nowe dramaty
- Friedrich Schiller – Zbójcy
- Franciszek Zabłocki - Fircyk w zalotach